# 今帰仁アグー
今帰仁アグー（なきじんアグー）は、日本の銘柄豚肉のひとつで、沖縄県国頭郡今帰仁村を中心に生産されている。
2012年（平成14年）、同村の農業生産法人「今帰仁アグー」によって商標登録された。2014年には農林水産省の「ディスカバー農山漁村の宝」に『琉球弧の在来家畜資源を利活用した産業化』活動が選定された。

## 概要
琉球在来豚にアグーがあり、沖縄県内にもアグーブランドが数品種ある。今帰仁アグーは、西洋種との交配を一切していない生粋の黒豚であり、最も在来豚に近い品種とされ、これはDNA解析でも証明されている。
一般的な豚と比べ、低コレステロールで、うま味成分のアミノ酸が豊富に含まれているのが特徴である。2010年にフランスに出荷する計画が出た際のフランス側ではイベリコ豚やマンガリッツァに匹敵すると評価された。

## 特徴
農業生産法人「今帰仁アグー」では公式サイトにて以下の生物学的特徴を挙げている。
DNAの違い
DNA鑑定によって他の豚の肉であるかの区別が可能
骨格
頸椎と腰椎を足した背骨の数が19本と、西洋種の豚や他のアグーブランドの豚よりも少ない。
外貌
毛色は黒で、耳の皮が薄い。背線が緩く腹が下垂している。尾は巻かずに挿し尾。指の関節が弱く後の蹄が地に着く。